# Päivi Räsänen

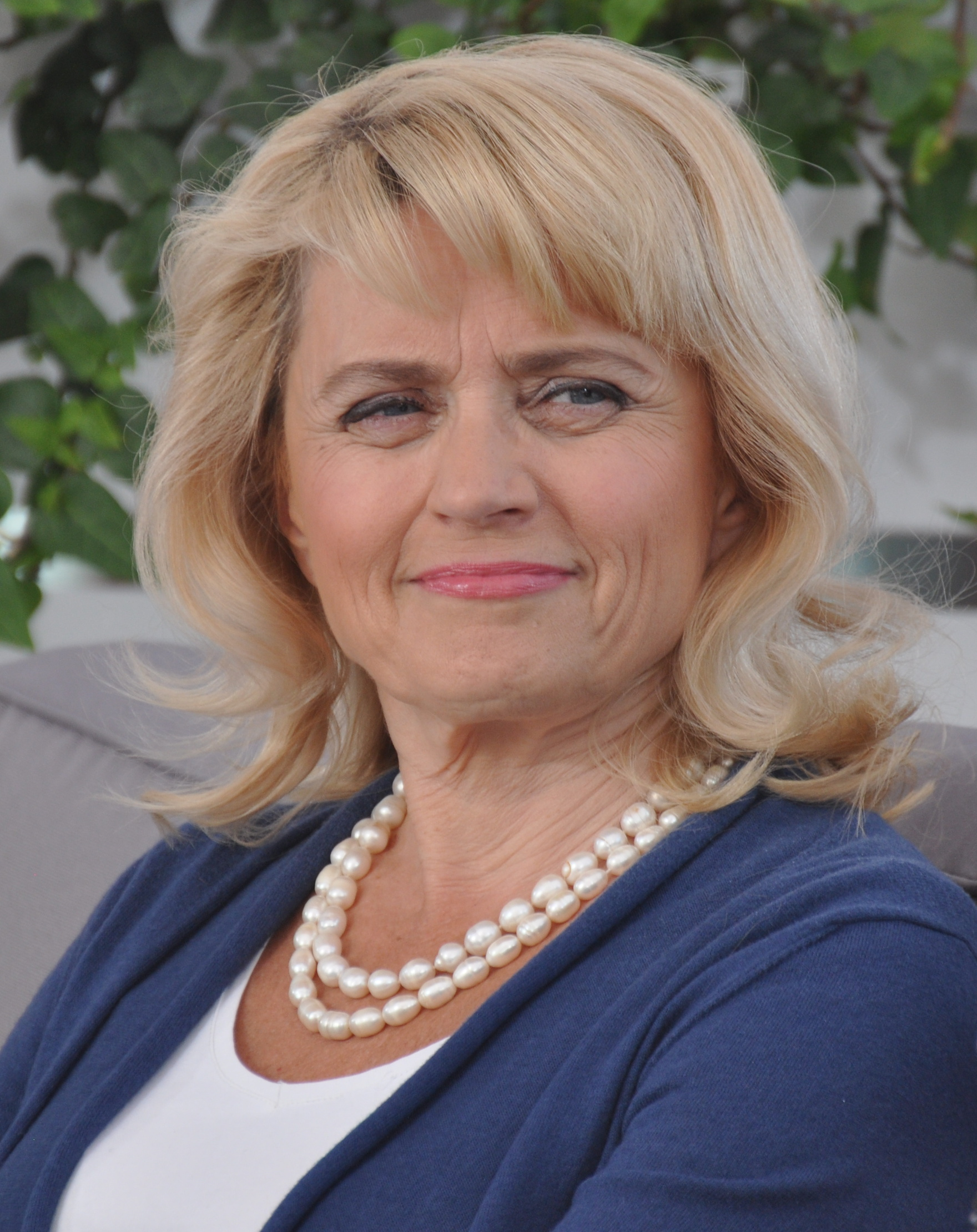
Päivi Räsänen (2015)

Päivi Maria Räsänen (* 19. Dezember 1959 in Sonkajärvi) ist eine finnische Politikerin der Christdemokraten (KD) und war vom 22. Juni 2011 bis zum 29. Mai 2015 Innenministerin ihres Landes.

## Ausbildung und Familie
Päivi Räsänen absolvierte ein Studium der Medizin und legte 1984 das Staatsexamen ab. Anschließend war sie als Internistin und Arbeitsmedizinerin tätig. Räsänen ist mit dem Pastor Niilo Räsänen verheiratet und hat fünf Kinder. Sie lebt in Riihimäki.

## Politik
Sie begann ihre politische Laufbahn 1995 mit der Wahl zur Abgeordneten des Reichstages, gewählt im Wahlkreis Häme. Von 1995 bis März 2003 war sie Stellvertretende Fraktionsvorsitzende und anschließend bis Oktober 2004 Fraktionsvorsitzende. Am 6. Oktober 2004 wurde sie als Nachfolgerin von Bjarne Kallis zur KD-Parteivorsitzenden gewählt.
2010 erklärte sie im finnischen Fernsehen, dass „die Homoehe gemäß der Bibel nicht mit dem christlichen Glauben vereinbar“ sei und gleichgeschlechtliche Paare schlechtere Eltern seien. Als Reaktion traten innerhalb kurzer Zeit 34.000 Mitglieder aus der evangelisch-lutherischen Kirche aus. Außerdem wurden sie und der Bischof Juhana Pohjola, der eine Broschüre mit Räsänens Äußerungen herausgegeben hatte, wegen der Verbreitung von Hassreden angezeigt.
Nach der Reichstagswahl 2011 wurde Räsänen Innenministerin im Kabinett Katainen. Zusätzlich erhielt sie die Zuständigkeit für Kirchenfragen im Bildungs- und Kulturministerium. Nach der Parlamentswahl am 19. April 2015 schied ihre Partei aus der Regierung aus; sie wurde am 29. Mai 2015 als Innenministerin von Petteri Orpo (Nationale Sammlungspartei) abgelöst.